# تيري ستون
تيري ستون (بالإنجليزية: Terry Stone)‏ هو ممثل بريطاني، ولد في 13 يناير 1971 في المملكة المتحدة.

## وصلات خارجية
- تيري ستون على موقع IMDb (الإنجليزية)
- تيري ستون على موقع قاعدة بيانات الفيلم (الإنجليزية)